# بورة (رياح)

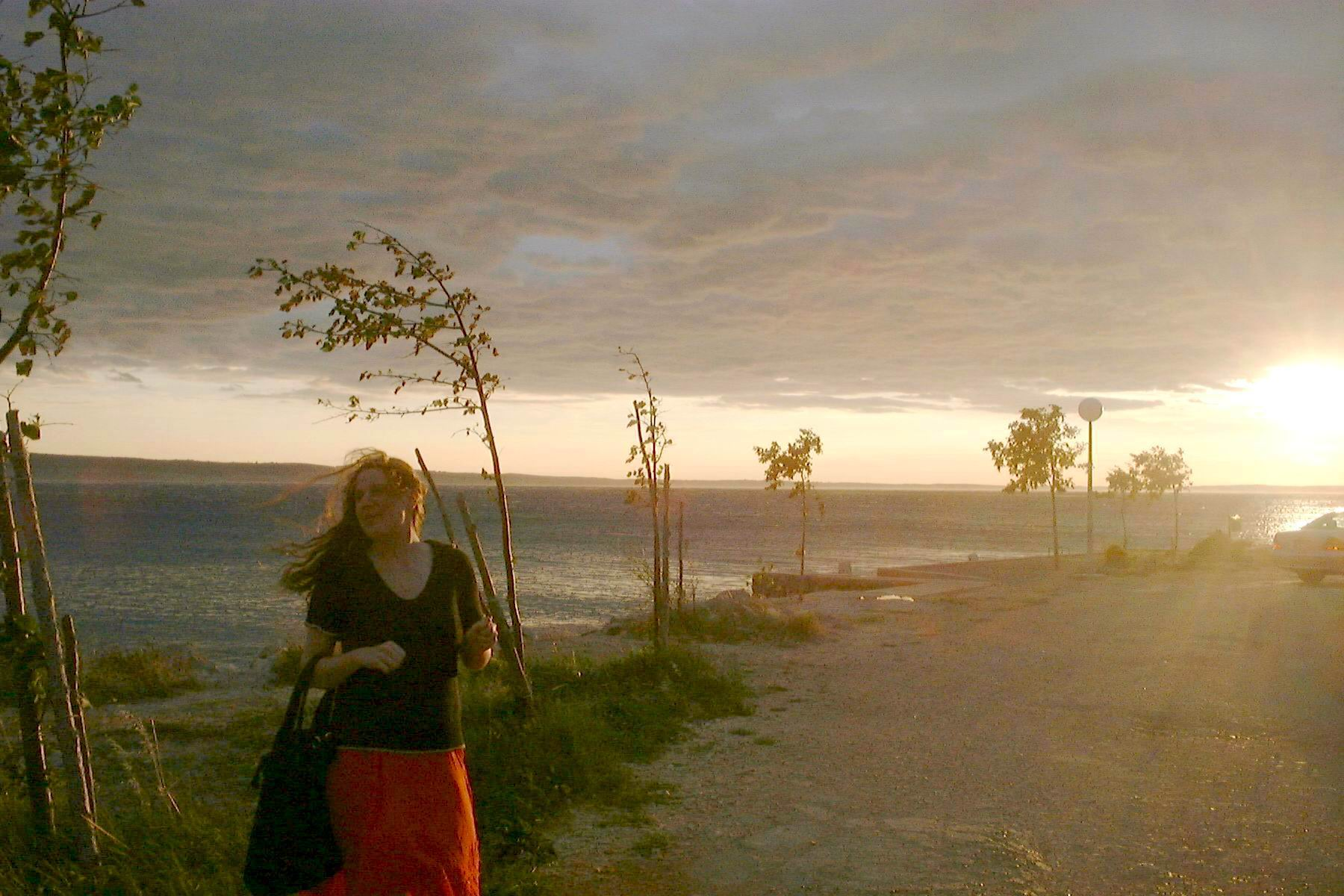

البُورَة اسم لرياح شديدة البرودة تهب الشمال الشرقي في فصل الشتاء على ساحل دلماشيا في يوغسلافيا, وتكتسب هذه الرياح جزءاً كبيراً من قوتها من هبوطها من على قمم جبال الألب الدينارية نحو ساحل بحر الأدرياتي الشرقي, ولذا يعدها بعضهم نوعاً من رياح الجاذبية. وهي رياح بارده تهب في مؤخرة المنخفضات الجوية الجبهويه في العروض الوسطى وتهب فوق يوغسلافيا
المصدر
المعجم الجغرافي المناخي